# ミラージュワールド
ミラージュワールドとは、セガから2007年に発売、稼働を開始した10ステーションのプッシャー型メダルゲームである。当時フォーチュンオーブのヒットなどでコナミデジタルエンタテインメント（後のコナミアミューズメント）にリードされていた大型マスプッシャーのシェアを奪うべく華々しく登場したが人気は芳しくなく、さらに開発期間の短さからか設計上の問題によるトラブルが頻発し、2008年4月にセガが異例の下取り対応を発表（同時にファンタジーアリーナも対象となった）　事実上失敗作として回収を行いメンテナンス終了宣言。そのため現在市場にはほとんど現存しておらず、当期は多額の損失を計上することとなった。

このゲームが撤去された後は、同社から約一年後に発売された『ガリレオファクトリー』に取って代わられる形でそちらが入荷された場合が多い。

## 遊び方
メダルを入れて、チャッカーの穴に通す。スロットを揃えて、弾やアイテム、最終的に鏡の破片を3つ集めるゲーム。
各当たり目は以下の通り。
- 222　444　666

通常当たりで、メダルを払い出す。（確変時は通常のチャッカーに戻る）
- 111　555　999

確変当たりで、メダルを払い出し、ビッグチャッカーになる。
- 333　777

そろった時点でチャンスゲームに進む。
- 宝箱

そろった時点でアイテムやメダルが出る。
- EXTRA

エクストラゾーンに突入、同時にビッグチャッカーになる。

## チャンスゲーム
333　777がそろったときに発生するイベント。チャッカーが全開になり、1メダル入れるごとに3メダルを払い出す。6秒×3ゲーム。チャンスゲーム終了後、もう1度チャンスゲームになるチャンスのスロットが始まる。チャンスは3回で333　777が揃うと再度チャンスゲームが発生する。実質ペイアウト率300%（3メダルの場合）なので、技術の良し悪しにメダルを増やすことのできるチャンス。

## 宝箱
宝箱が揃うとアイテムやメダルが出る。アイテムは以下の通り。
- 魔法弾
- ウィザードリング
- 本
- 水晶
- 剣
- 竜の涙
- 鏡の破片

## ジャックポットチャンス
ジャックポットチャンス（Jp）は、鏡の破片を3つ集めてファイナルゾーンへ行き、スロットジャックポットが揃うと発動する。
- スロットで当たりに当選する。

全体の照明がやや暗くなり、枚数が払い出される。